# Longvilliers (Passo di Calais)
Longvilliers è un comune francese di 249 abitanti situato nel dipartimento del Passo di Calais nella regione dell'Alta Francia.
Il comune di Longvilliers si chiamava Longvillers fino al 1997.

## Storia

### Simboli
Lo stemma comunale riprende il blasone della famiglia De Bernes de Longvilliers, sormontato da un lambello, probabile brisura di un ramo cadetto, come si vede su una vetrata della chiesa locale.
Gabriel-Ambroise de Bernes marchese de Longvilliers (1755–1832)  fu l'ultimo signore del luogo. Lo stemma comunale è talvolta rappresentato con un'ascia da battaglia, o con un doloire posto in fascia o in sbarra.

## Società

### Evoluzione demografica
Abitanti censiti